# Cantone di Guerville
Il Cantone di Guerville era una divisione amministrativa dell'Arrondissement di Mantes-la-Jolie.
È stato soppresso a seguito della riforma complessiva dei cantoni del 2014, che è entrata in vigore con le elezioni dipartimentali del 2015.
Comprendeva i comuni di:
- Andelu
- Arnouville-lès-Mantes
- Auffreville-Brasseuil
- Boinville-en-Mantois
- Boinvilliers
- Breuil-Bois-Robert
- Épône
- La Falaise
- Flacourt
- Goussonville
- Guerville
- Hargeville
- Jumeauville
- Mézières-sur-Seine
- Rosay
- Soindres
- Vert
- Villette